# جک واگنر (فیلم‌نامه‌نویس)
جک واگنر (انگلیسی: Jack Wagner; ۲۰ مهٔ ۱۸۹۱ – ۱۳ ژوئیهٔ ۱۹۶۳) یک فیلم‌نامه‌نویس اهل ایالات متحده آمریکا بود.
وی فیلم‌نامه‌نویس فیلم‌هایی همچون مردان کوچک بوده، وی نامزد جایزه اسکار بهترین داستان در هجدهمین دوره این مسابقات در سال ۱۹۴۶ بوده‌است.